# Typhlodromus oasis
Typhlodromus oasis är en spindeldjursart som beskrevs av El-Badry 1968. Typhlodromus oasis ingår i släktet Typhlodromus och familjen Phytoseiidae. Inga underarter finns listade i Catalogue of Life.